# EHF Champions League mannen 2003/04
De EHF Champions League 2003/04 was de vierenveertigste editie van de EHF Champions League, de hoogste handbalcompetitie voor clubs in Europa.

## Deelnemers
| Rang | Land                        | Team                      | #    | Besluit           |
| ---- | --------------------------- | ------------------------- | ---- | ----------------- |
| 1    | Duitsland                   | TBV Lemgo                 | 1ste | Groepsfase        |
| 1    | Duitsland                   | SG Flensburg-Handewitt    | 2de  | Groepsfase        |
| 1    | Duitsland                   | SC Magdeburg              | 3de  | Groepsfase        |
| 2    | Spanje                      | FC Barcelona              | 1ste | Groepsfase        |
| 2    | Spanje                      | BM Ciudad Real            | 2de  | Groepsfase        |
| 2    | Spanje                      | CB Ademar León            | 3de  | Groepsfase        |
| 3    | Hongarije                   | Fotex Veszprém            | 1ste | Groepsfase        |
| 3    | Hongarije                   | SC Pick Szeged            | 2de  | Groepsfase        |
| 4    | Slovenië                    | Celje                     | 1ste | Groepsfase        |
| 4    | Slovenië                    | Prule 67                  | 2de  | Groepsfase        |
| 5    | Kroatië                     | RK Zagreb                 | 1ste | Groepsfase        |
| 5    | Kroatië                     | RK Metković               | 2de  | Groepsfase        |
| 6    | Denemarken                  | Kolding KIF               | 1ste | Groepsfase        |
| 6    | Denemarken                  | Skjern Håndbold           | 2de  | Groepsfase        |
| 7    | Servië en Montenegro        | Partizan Belgrade         | 1ste | Groepsfase        |
| 8    | Noorwegen                   | Sandefjord TIF            | 1ste | Groepsfase        |
| 9    | Portugal (Divisão de Elite) | CD de São Bernardo-Aveiro | 1ste | Kwalificatieronde |
| 10   | Frankrijk                   | Montpellier               | 1ste | Groepsfase        |
| 10   | Frankrijk                   | Chambéry Savoie           | 2de  | Groepsfase        |
| 11   | Zwitserland                 | Pfadi Winterthur          | 1ste | Groepsfase        |
| 12   | Macedonië                   | Vardar Vatrostalna        | 1ste | Groepsfase        |
| 13   | Polen                       | KS Vive Kielce            | 1ste | Groepsfase        |
| 14   | Rusland                     | Chehovski Medvedi         | 1ste | Groepsfase        |
| 15   | Zweden                      | Redbergslids IK           | 1ste | Groepsfase        |
| 16   | Italië                      | AS Conversano 2003        | 1ste | Groepsfase        |
| 17   | Oekraïne                    | ZTR Zaporijia             | 1ste | Groepsfase        |
| 18   | Roemenië                    | Fibrex Săvinești          | 1ste | Geen deelnamen    |
| 19   | Turkije                     | ASKİ SK                   | 1ste | Groepsfase        |
| 20   | Israël                      | Hapoël Rishon LeZion      | 1ste | Geen deelnamen    |
| 21   | Tsjechië                    | HC Baník Karviná          | 1ste | Groepsfase        |
| 22   | Oostenrijk                  | Alpla HC Hard             | 1ste | Kwalificatieronde |
| 23   | Griekenland                 | AS Fílippos Véria         | 1ste | Kwalificatieronde |
| 24   | IJsland                     | Haukar Hafnarfjörður      | 1ste | Kwalificatieronde |
| 25   | Nederland                   | FIQAS Aalsmeer            | 1ste | Kwalificatieronde |
| 26   | Wit-Rusland                 | Arkatron Minsk            | 1ste | Kwalificatieronde |
| 27   | België                      | Handbalclub Tongeren      | 1ste | Kwalificatieronde |
| 28   | Bosnië en Herzegovina       | RK Bosna Sarajevo         | 1ste | Kwalificatieronde |
| 29   | Luxemburg                   | Handball Esch             | 1ste | Geen deelnamen    |
| 30   | Litouwen                    | Granitas Kaunas           | 1ste | Kwalificatieronde |
| 31   | Slowakije                   | MŠK Považská Bystrica     | 1ste | Kwalificatieronde |

## Kwalificatieronde
| Team 1               | Score   | Team 2                    | 1       | 2       |
| -------------------- | ------- | ------------------------- | ------- | ------- |
| Alpla HC Hard        | 61 – 43 | Arkatron Minsk            | 35 – 17 | 28 – 26 |
| FIQAS Aalsmeer       | 57 – 64 | RK Bosna Sarajevo         | 21 – 29 | 21 – 29 |
| Granitas Kaunas      | 46 – 58 | AS Fílippos Véria         | 26 – 33 | 20 – 25 |
| Haukar Hafnarfjörður | 57 – 47 | CD de São Bernardo-Aveiro | 37 – 23 | 20 – 24 |
| Handbalclub Tongeren | 46 – 64 | MŠK Považská Bystrica     | 25 – 26 | 21 – 35 |

## Groepsfase

### Groep A
| Pos | Club               | Wed | W | G | V | Ptn | DV  | DT  | +/− | Opmerking                                   |
| --- | ------------------ | --- | - | - | - | --- | --- | --- | --- | ------------------------------------------- |
| 1   | TBV Lemgo          | 6   | 4 | 2 | 0 | 10  | 196 | 157 | 39  | 00Geplaats voor achtste finale00            |
| 2   | BM Ciudad Real     | 6   | 4 | 1 | 1 | 9   | 187 | 145 | 42  | 00Geplaats voor achtste finale00            |
| 3   | ZTR Zaporijia      | 6   | 2 | 1 | 3 | 5   | 161 | 145 | 16  | 00 Naar Achtste finales Cup Winners’ Cup 00 |
| 4   | AS Conversano 2003 | 6   | 0 | 0 | 6 | 0   | 118 | 215 | -97 | Uitgeschakeld                               |

### Groep B
| Pos | Club                 | Wed | W | G | V | Ptn | DV  | DT  | +/− | Opmerking                                   |
| --- | -------------------- | --- | - | - | - | --- | --- | --- | --- | ------------------------------------------- |
| 1   | SC Magdeburg         | 6   | 5 | 0 | 1 | 10  | 192 | 176 | 16  | 00Geplaats voor achtste finale00            |
| 2   | FC Barcelona         | 6   | 4 | 1 | 1 | 9   | 203 | 152 | 51  | 00Geplaats voor achtste finale00            |
| 3   | Haukar Hafnarfjörður | 6   | 2 | 1 | 3 | 5   | 179 | 193 | -14 | 00 Naar Achtste finales Cup Winners’ Cup 00 |
| 4   | Vardar Vatrostalna   | 6   | 0 | 0 | 6 | 0   | 157 | 210 | -53 | Uitgeschakeld                               |

### Groep C
| Pos | Club              | Wed | W | G | V | Ptn | DV  | DT  | +/− | Opmerking                                   |
| --- | ----------------- | --- | - | - | - | --- | --- | --- | --- | ------------------------------------------- |
| 1   | Kolding KIF       | 6   | 4 | 1 | 1 | 9   | 204 | 172 | 32  | 00Geplaats voor achtste finale00            |
| 2   | Prule 67          | 6   | 4 | 1 | 1 | 9   | 181 | 178 | 3   | 00Geplaats voor achtste finale00            |
| 3   | Partizan Belgrade | 6   | 1 | 1 | 4 | 3   | 179 | 194 | -15 | 00 Naar Achtste finales Cup Winners’ Cup 00 |
| 4   | ASKİ SK           | 6   | 1 | 1 | 4 | 3   | 163 | 183 | -20 | Uitgeschakeld                               |

### Groep D
| Pos | Club              | Wed | W | G | V | Ptn | DV  | DT  | +/− | Opmerking                                   |
| --- | ----------------- | --- | - | - | - | --- | --- | --- | --- | ------------------------------------------- |
| 1   | Montpellier       | 6   | 5 | 0 | 1 | 10  | 167 | 144 | 23  | 00Geplaats voor achtste finale00            |
| 2   | CB Ademar León    | 6   | 4 | 0 | 2 | 8   | 179 | 161 | 18  | 00Geplaats voor achtste finale00            |
| 3   | Chehovski Medvedi | 6   | 3 | 0 | 3 | 6   | 166 | 165 | 1   | 00 Naar Achtste finales Cup Winners’ Cup 00 |
| 4   | Alpla HC Hard     | 6   | 0 | 0 | 6 | 0   | 138 | 180 | -42 | Uitgeschakeld                               |

### Groep E
| Pos | Club              | Wed | W | G | V | Ptn | DV  | DT  | +/− | Opmerking                                   |
| --- | ----------------- | --- | - | - | - | --- | --- | --- | --- | ------------------------------------------- |
| 1   | RK Zagreb         | 6   | 3 | 0 | 3 | 6   | 159 | 144 | 15  | 00Geplaats voor achtste finale00            |
| 2   | SC Pick Szeged    | 6   | 3 | 0 | 3 | 6   | 160 | 154 | 6   | 00Geplaats voor achtste finale00            |
| 3   | Sandefjord TIF    | 6   | 3 | 0 | 3 | 6   | 149 | 157 | -8  | 00 Naar Achtste finales Cup Winners’ Cup 00 |
| 4   | AS Fílippos Véria | 6   | 3 | 0 | 3 | 6   | 154 | 167 | -13 | Uitgeschakeld                               |

### Groep F
| Pos | Club                   | Wed | W | G | V | Ptn | DV  | DT  | +/− | Opmerking                                   |
| --- | ---------------------- | --- | - | - | - | --- | --- | --- | --- | ------------------------------------------- |
| 1   | Celje                  | 6   | 5 | 1 | 0 | 11  | 196 | 161 | 35  | 00Geplaats voor achtste finale00            |
| 2   | SG Flensburg-Handewitt | 6   | 4 | 1 | 1 | 9   | 211 | 181 | 30  | 00Geplaats voor achtste finale00            |
| 3   | Redbergslids IK        | 6   | 2 | 0 | 4 | 4   | 179 | 186 | -7  | 00 Naar Achtste finales Cup Winners’ Cup 00 |
| 4   | MŠK Považská Bystrica  | 6   | 0 | 0 | 6 | 0   | 163 | 221 | -58 | Uitgeschakeld                               |

### Groep G
| Pos | Club              | Wed | W | G | V | Ptn | DV  | DT  | +/− | Opmerking                                   |
| --- | ----------------- | --- | - | - | - | --- | --- | --- | --- | ------------------------------------------- |
| 1   | Fotex Veszprém    | 6   | 6 | 0 | 0 | 12  | 197 | 156 | 41  | 00Geplaats voor achtste finale00            |
| 2   | Skjern Håndbold   | 6   | 2 | 1 | 3 | 5   | 151 | 153 | -2  | 00Geplaats voor achtste finale00            |
| 3   | KS Vive Kielce    | 6   | 2 | 1 | 3 | 5   | 159 | 177 | -18 | 00 Naar Achtste finales Cup Winners’ Cup 00 |
| 4   | RK Bosna Sarajevo | 6   | 1 | 0 | 5 | 2   | 151 | 172 | -21 | Uitgeschakeld                               |

### Groep H
| Pos | Club             | Wed | W | G | V | Ptn | DV  | DT  | +/− | Opmerking                                   |
| --- | ---------------- | --- | - | - | - | --- | --- | --- | --- | ------------------------------------------- |
| 1   | Chambéry Savoie  | 6   | 6 | 0 | 0 | 12  | 185 | 157 | 28  | 00Geplaats voor achtste finale00            |
| 2   | Pfadi Winterthur | 6   | 2 | 1 | 3 | 5   | 192 | 178 | 14  | 00Geplaats voor achtste finale00            |
| 3   | HC Baník Karviná | 6   | 2 | 0 | 4 | 4   | 180 | 194 | -14 | 00 Naar Achtste finales Cup Winners’ Cup 00 |
| 4   | RK Metković      | 6   | 1 | 1 | 4 | 3   | 156 | 184 | -28 | Uitgeschakeld                               |

## Eindronde

### Achtste finales
| Team 1                 | Score   | Team 2          | 1       | 2       |
| ---------------------- | ------- | --------------- | ------- | ------- |
| BM Ciudad Real         | 69 – 60 | Chambéry Savoie | 59 - 60 | 33 - 32 |
| Skjern Håndbold        | 54 - 59 | SC Magdeburg    | 30 - 25 | 25 - 34 |
| CB Ademar León         | 59 - 59 | Celje           | 38 - 25 | 21 - 34 |
| SG Flensburg-Handewitt | 67 – 49 | Kolding KIF     | 34 - 29 | 33 - 20 |
| SC Pick Szeged         | 55 - 49 | Montpellier     | 29 - 22 | 26 - 27 |
| Pfadi Winterthur       | 56 - 61 | RK Zagreb       | 32 - 29 | 24 - 32 |
| Prule 67               | 55 - 60 | TBV Lemgo       | 28 - 28 | 27 - 32 |
| FC Barcelona           | 59 - 60 | Fotex Veszprém  | 33 - 29 | 26 - 31 |

### Kwartfinale
| Team 1                 | Score   | Team 2         | 1       | 2       |
| ---------------------- | ------- | -------------- | ------- | ------- |
| SG Flensburg-Handewitt | 58 - 53 | RK Zagreb      | 30 - 27 | 28 - 26 |
| SC Pick Szeged         | 54 - 59 | SC Magdeburg   | 30 - 31 | 24 - 28 |
| Celje                  | 60 - 53 | TBV Lemgo      | 32 - 25 | 28 - 28 |
| BM Ciudad Real         | 61 - 49 | Fotex Veszprém | 33 - 24 | 28 - 25 |

### Halve finale
| Team 1                 | Score   | Team 2       | 1       | 2       |
| ---------------------- | ------- | ------------ | ------- | ------- |
| BM Ciudad Real         | 67 - 70 | Celje        | 35 - 36 | 32 - 34 |
| SG Flensburg-Handewitt | 56 - 56 | SC Magdeburg | 30 - 20 | 26 - 36 |

### Finale
Finale wedstrijd 1
| 18 april 2004 15:00 | Celje   | 27 - 19 | SG Flensburg-Handewitt | Celje Scheidsrechters: Ivan Dolejs, Vaclav Kohout (CZE) |
| 18 april 2004 15:00 | (17-13) |         |                        | Celje Scheidsrechters: Ivan Dolejs, Vaclav Kohout (CZE) |
| 18 april 2004 15:00 | 3× 5×   | Raport  | 3× 5×                  | Celje Scheidsrechters: Ivan Dolejs, Vaclav Kohout (CZE) |

Finale wedstrijd 2
| 18 april 2004 15:00 | SG Flensburg-Handewitt | 27 - 19 | Celje | Flensburg Scheidsrechters: Vicente Breto Leon, Jose Antonio Huelin Trillo (ESP) |
| 18 april 2004 15:00 | (15-15)                |         |       | Flensburg Scheidsrechters: Vicente Breto Leon, Jose Antonio Huelin Trillo (ESP) |
| 18 april 2004 15:00 | 3× 5×                  | Raport  | 3× 7× | Flensburg Scheidsrechters: Vicente Breto Leon, Jose Antonio Huelin Trillo (ESP) |